# Jesse Kaislavuo
Jesse Kaislavuo (Lahti, 24 april 1992) is een Fins wielrenner.

## Carrière
In zijn jeugd beoefende Kaislavuo de noordse combinatie, waarin verschillende medailles in nationale kampioenschappen verzamelde. Vanaf 2013 richtte hij zich volledig op het wegwielrennen.
In 2014 werd Kaislavuo, achter Matti Manninen en Mikko Paajanen, derde op het nationale kampioenschap tijdrijden voor beloften. Een dag later kwam enkel Oskari Vainionpää eerder over de finish in de wegwedstrijd. In datzelfde jaar won hij, samen met Samuel Pökälä, het nationale kampioenschap koppeltijdrijden. Twee jaar later was hij de beste in de wegwedstrijd voor eliterenners, waar Petter Mattsson en Tommi Martikainen zes seconden later finishten.

## Overwinningen
2016
 Fins kampioen op de weg, Elite